# Leptotyphlopidae
Leptotyphlopidae là một họ rắn có mặt ở châu Mỹ, châu Phi, và châu Á. Tất cả các loài đều thích ứng với đào hang, săn kiến, mối. Họ này gồm 141 loài và chia ra làm 2 phân họ.

## Mô tả
Đây là những loài rắn nhỏ; chỉ Trilepida macrolepis và Namibiana occidentalis đạt chiều dài trên 30 xentimét (12 in). Sọ và hàm trên bất động, hàm trên không có răng. Hàm dưới gồm một xương vuông nhỏ, và một xương hàm dưới. Cơ thể chúng có dạng hình trụ, đầu tù và đuôi ngắn. Vảy bóng loáng. Thứ pheremone mà chúng tiết ra giúp chúng khỏi bị mối tấn công. Loài rắn nhỏ nhất, Tetracheilostoma carlae (Hedges, 2008) nằm trong họ này.

## Phân bố địa lý
Những loài rắn này có ở châu Phi, Tây Á (từ Thổ Nhĩ Kỳ đến đông Ấn Độ), trên đảo Socotra, và ở châu Mỹ (từ tây nam Hoa Kỳ về phía nam đến México và Trung Mỹ rồi Nam Mỹ, dù chúng vắng mặt trên dãy Andes). Tại Nam Mỹ phía Thái Bình Dương, chúng hiện diện xa tận vùng duyên hải miền nam Peru, còn ở phía Đại Tây Dương tới tận Uruguay và Argentina. Tại Caribe, chúng sống trên các đảo Bahamas, Hispaniola và Tiểu Antilles.

## Môi trường sống
Chúng sống trong nhiều môi trường, từ hoang mạc đến rừng mưa, và hay được bắt gặp quanh tổ mối, kiến.

## Chế độ ăn
Chúng ăn mối và kiến, cả ấu trùng, nhộng lẫn con trưởng thành. Chúng hút nội tạng bên trong rồi nhả ra bộ xương ngoài.

## Sinh sản
Những loài trong họ này sinh sản hữu tính và đẻ trứng.

## Phân loại
- Phân họ Leptotyphlopinae
  - Epacrophis Hedges, Adalsteinsson, & Branch, 2009: 3 loài ở Đông Phi.
  - Leptotyphlops Fitzinger, 1843: 21 loài ở Đông Phi, Trung Phi và Nam Phi.
  - Myriopholis Hedges, Adalsteinsson, & Branch, 2009: 24 loài ở Tây Phi, Nam Phi và bán đảo Arab.
  - Namibiana Hedges, Adalsteinsson, & Branc, 2009: 5 loài ở nam và tây nam châu Phi.
- Phân họ Epictinae
  - Tông Epictini: Rắn Tân thế giới 
    - Phân tông Epictina
      - Epictia Gray, 1845: 43 loài ở Trung Mỹ, Nam Mỹ và Caribe.
      - Siagonodon Peters, 1881: 4 loài ở Nam Mỹ.

    - Phân tông Renina
      - Rena Baird & Girard, 1853: 11 loài ở Trung Mỹ và Bắc Mỹ.
      - Tricheilostoma Jan, 1860: 6 loài ở Nam Mỹ.
      - Trilepida Hedges, 2011: 15 loài ở Nam Mỹ.

    - Phân tông Tetracheilostomina
      - Mitophis Hedges, Adalsteinsson & Branch, 2009: 4 loài ở Tây Ấn.
      - Tetracheilostoma Jan, 1861: 3 loài.

  - Tông Rhinoleptini: Rắn châu Phi
    - Rhinoleptus Orejas-Miranda, Roux-Estève & Guibé, 1970: 1 loài, rắn mù Villiers (Rhinoleptus koniagui) ở Tây Phi.
    - Rhinoguinea Trape, 2014: 1 loài (Rhinoguinea magna) ở Tây Phi.

## Phát sinh chủng loài
Cây phát sinh chủng loài trong phạm vi họ Leptotyphlopidae dưới đây dựa theo Adalsteinsson và ctv. (2009)

|  | Mitophis         |
|  |                  |
|  | Tetracheilostoma |
|  |                  |

|  | Tricheilostoma |
|  |                |
|  | Rena           |
|  |                |

|  | Mitophis         |
|  |                  |
|  | Tetracheilostoma |
|  |                  |

|  | Tricheilostoma |
|  |                |
|  | Rena           |
|  |                |

|  | Siagonodon |
|  |            |
|  | Epictia    |
|  |            |

|  | Mitophis         |
|  |                  |
|  | Tetracheilostoma |
|  |                  |

|  | Tricheilostoma |
|  |                |
|  | Rena           |
|  |                |

|  | Mitophis         |
|  |                  |
|  | Tetracheilostoma |
|  |                  |

|  | Tricheilostoma |
|  |                |
|  | Rena           |
|  |                |

|  | Siagonodon |
|  |            |
|  | Epictia    |
|  |            |

|  | Rhinoleptus |
|  |             |
|  | Rhinoguinea |
|  |             |

|  | Mitophis         |
|  |                  |
|  | Tetracheilostoma |
|  |                  |

|  | Tricheilostoma |
|  |                |
|  | Rena           |
|  |                |

|  | Mitophis         |
|  |                  |
|  | Tetracheilostoma |
|  |                  |

|  | Tricheilostoma |
|  |                |
|  | Rena           |
|  |                |

|  | Siagonodon |
|  |            |
|  | Epictia    |
|  |            |

|  | Mitophis         |
|  |                  |
|  | Tetracheilostoma |
|  |                  |

|  | Tricheilostoma |
|  |                |
|  | Rena           |
|  |                |

|  | Mitophis         |
|  |                  |
|  | Tetracheilostoma |
|  |                  |

|  | Tricheilostoma |
|  |                |
|  | Rena           |
|  |                |

|  | Siagonodon |
|  |            |
|  | Epictia    |
|  |            |

|  | Rhinoleptus |
|  |             |
|  | Rhinoguinea |
|  |             |

| Myriopholini    | Myriopholis                                                 |
|                 | Myriopholis                                                 |
| Leptotyphlopini | \| \| Namibiana \| \| \| \| \| \| Leptotyphlops \| \| \| \| |
|                 | \| \| Namibiana \| \| \| \| \| \| Leptotyphlops \| \| \| \| |
|                 | Namibiana                                                   |
|                 |                                                             |
|                 | Leptotyphlops                                               |
|                 |                                                             |

|  | Namibiana     |
|  |               |
|  | Leptotyphlops |
|  |               |

|  | Mitophis         |
|  |                  |
|  | Tetracheilostoma |
|  |                  |

|  | Tricheilostoma |
|  |                |
|  | Rena           |
|  |                |

|  | Mitophis         |
|  |                  |
|  | Tetracheilostoma |
|  |                  |

|  | Tricheilostoma |
|  |                |
|  | Rena           |
|  |                |

|  | Siagonodon |
|  |            |
|  | Epictia    |
|  |            |

|  | Mitophis         |
|  |                  |
|  | Tetracheilostoma |
|  |                  |

|  | Tricheilostoma |
|  |                |
|  | Rena           |
|  |                |

|  | Mitophis         |
|  |                  |
|  | Tetracheilostoma |
|  |                  |

|  | Tricheilostoma |
|  |                |
|  | Rena           |
|  |                |

|  | Siagonodon |
|  |            |
|  | Epictia    |
|  |            |

|  | Rhinoleptus |
|  |             |
|  | Rhinoguinea |
|  |             |

|  | Mitophis         |
|  |                  |
|  | Tetracheilostoma |
|  |                  |

|  | Tricheilostoma |
|  |                |
|  | Rena           |
|  |                |

|  | Mitophis         |
|  |                  |
|  | Tetracheilostoma |
|  |                  |

|  | Tricheilostoma |
|  |                |
|  | Rena           |
|  |                |

|  | Siagonodon |
|  |            |
|  | Epictia    |
|  |            |

|  | Mitophis         |
|  |                  |
|  | Tetracheilostoma |
|  |                  |

|  | Tricheilostoma |
|  |                |
|  | Rena           |
|  |                |

|  | Mitophis         |
|  |                  |
|  | Tetracheilostoma |
|  |                  |

|  | Tricheilostoma |
|  |                |
|  | Rena           |
|  |                |

|  | Siagonodon |
|  |            |
|  | Epictia    |
|  |            |

|  | Rhinoleptus |
|  |             |
|  | Rhinoguinea |
|  |             |

| Myriopholini    | Myriopholis                                                 |
|                 | Myriopholis                                                 |
| Leptotyphlopini | \| \| Namibiana \| \| \| \| \| \| Leptotyphlops \| \| \| \| |
|                 | \| \| Namibiana \| \| \| \| \| \| Leptotyphlops \| \| \| \| |
|                 | Namibiana                                                   |
|                 |                                                             |
|                 | Leptotyphlops                                               |
|                 |                                                             |

|  | Namibiana     |
|  |               |
|  | Leptotyphlops |
|  |               |